# Spazigaster nostra
Spazigaster nostra är en tvåvingeart som först beskrevs av Zimina 1963.  Spazigaster nostra ingår i släktet Spazigaster och familjen blomflugor.
Artens utbredningsområde är Tadzjikistan. Inga underarter finns listade i Catalogue of Life.